# Dudley Hardy

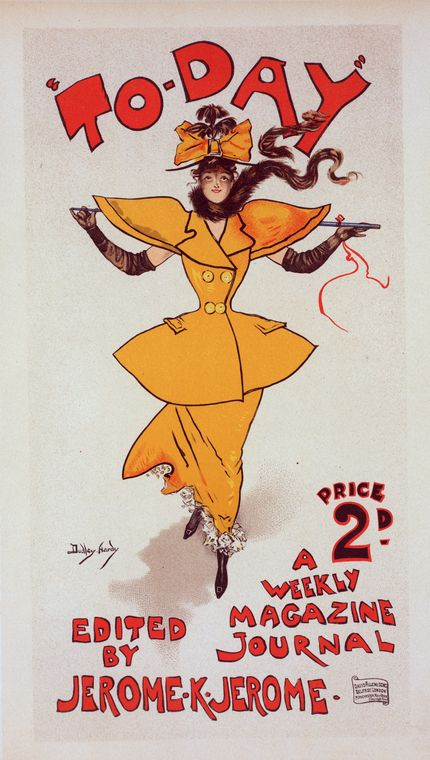
Affiche voor To DAy door Dudley Hardy

Dudley Hardy (Sheffield, 15 januari 1867 – Londen, 11 augustus 1922) was  een Engelse kunstschilder en illustrator. Hij was de zoon van T.B. Hardy, zeeschilder. Dudley Hardy woonde in Bedford Park  in Londen. Hij was lid van de Royal Society of British Artists (1889), het Royal Insittute for Painters in Water-Colour (1897), de Sketching Langham Club en de London Sketch Club (waar hij president was in 1902 en 1903). 
Hij studeerde aan de School van Bologna en de University College School in Londen. Hij was een student van Abelardo Álvarez-Calderón, vervolgens ging hij naar Antwerpen om te studeren bij Charles Verlat en naar Parijs om lessen te volgen van Louis-Joseph-Raphael Collin en Carl Rossi. Hij reisde of verbleef in Düsseldorf, Antwerpen, Parijs, München, Venetië en Noord-Afrika. En vooral een reis naar Tanger die hij maakt in het gezelschap van de schilder Frank Brangwyn. 
Als illustrator heeft hij bijdragen geleverd aan diverse tijdschriften, boeken, ansichtkaarten. Hij is vooral bekend als ontwerper van affiches voor theater, waaronder affiches voor de operettes van Gilbert en Sullivan zoals The Yeomen of the Guard en A Gaiety Girl.
- Art Gallery of South Australia: 3288
- Bibliothèque nationale de France: cb149630425 (data)
- Gemeinsame Normdatei: 1037054458
- International Standard Name Identifier: 0000 0000 6651 7249
- KulturNav: 908dcae0-7a9d-436f-ae51-ef96283d8745
- Library of Congress Control Number: n87901726
- Nationale Bibliotheek van Tsjechië: xx0096069
- Nederlandse Thesaurus van Auteursnamen: 181349515
- RKD-Nederlands Instituut voor Kunstgeschiedenis: 35998
- SNAC: w6611jx4
- Museum of New Zealand Te Papa Tongarewa: 645
- Trove: 932900
- Union List of Artist Names: 500014364
- Virtual International Authority File: 37054529
- WorldCat: E39PBJrcpqtFFTw4mpmXfVb8G3